# Gemeiner Elefantenzahn
Der Gemeine Elefantenzahn (Antalis vulgaris, Synonym: Dentalium vulgare) ist eine Kahnfüßerart aus der Familie der Dentaliidae. Er ist in der Nordsee unter anderem an den Küsten Großbritanniens heimisch.

## Merkmale
Die sich leicht nach hinten verjüngende, nur wenig gekrümmte, dicke Schale von Antalis vulgaris weist an der Oberfläche einige deutliche, krumme, konzentrische Wachstumslinien oder Grate auf. Die vordere Gehäusemündung ist kreisförmig, ebenso auch die hintere, die einen glatten Rand hat. Das Hinterende ist schräg abgeschnitten und verschlossen durch ein Septum mit einer Zentralröhre mit einer kreisförmigen Öffnung. Bei ausgewachsenen wird die Schale bis zu 6 cm lang und am Vorderende, der breitesten Stelle, 6 mm breit. Die Oberfläche der Schale ist matt weiß.
Die breite, ovale Radula weist pro Zahnreihe lediglich 5 Zähne auf. Der lange, spitze, zweilappige Fuß entspringt vom breiten Ende der Schale. Die Kanten des Mantels sind so verbunden, dass eine offene Röhre gebildet wird.

## Lebenszyklus
Antalis vulgaris ist getrenntgeschlechtlich. Es findet äußere Befruchtung statt, wozu beide Sexualpartner ihre Gameten aus der Mantelhöhle ins freie Wasser entlassen. Die befruchteten Eier entwickeln sich über eine bereits frei schwimmende Gastrula zu Trochophora-ähnlichen Larven, die als Zooplankton leben und erst nach einigen Wochen zu bodenlebenden Kahnfüßern metamorphosieren.

## Ernährung
Antalis vulgaris ernährt sich von Detritus und Einzellern, die mithilfe der klebrigen Captacula, langer und dünner Tentakeln zum Mund geführt werden.